# Donja Saska
Donja Saska je pokrajina u sjeverom dijelu Njemačke, u donjenjemačkom jezičnom prostoru. To je površinom druga po veličini (iza Bavarske) pokrajina u Njemačkoj. Glavni grad Pokrajine je Hannover.

## Zemljopis

### Prostorni položaj
Donja Saska na sjeveru izlazi na Sjeverno more i donji tok Elbe. Jedina iznimka je Amt Neuhaus, koji je na desnoj obali Elbe. Na jugoistoku graniči s Harzom, njemačkim srednjim gorjem. Veći dio zemlje je na sjevernonjemačkoj nizini. Na sjeveroistoku se pruža Lüneburger Heide. Dok tu dominira siromašno tlo (vriština) i pijesak, na istoku i jugoistoku je najbolje tlo Njemačke. U takvim uvjetima (glinasto i pjeskovito tlo) je ovdje poljoprivreda razvijena i uspješna. 
Donju Sasku obilježavaju rijeke Aller, Vezer, Ems i Elba.
Najviši brijeg je Wurmberg (971 m) u Harzu.

### Klima
Klima je u Donjoj Saskoj određena umjerenim temperaturama i dovoljnom količinom vlage. To znači, da se klima ove Pokrajine može smatrati maritimnom. 

### Granice
Susjedne pokrajine su Schleswig-Holstein, Hamburg, Mecklenburg-Zapadno Pomorje, Brandenburg, Saska-Anhalt, Tirinška, Hessen, Sjeverna Rajna-Vestfalija i Bremen. Niti jedna pokrajina Njemačke ne graniči s tako velikim brojem pokrajina. 
Osim toga, Donja Saska graniči i s Nizozemskom, a izlazi i na obalu Sjevernog mora.

## Povijest
Donja Saska je novoosnovana nakon 2. svjetskog rata. Prije toga je bila dio britanske okupacijske zone u (dotadašnjem) Njemačkom Reichu. Savezna pokrajina obuhvaća nekadašnja područja Kraljevine Hannover (1866. do 1946. pruske Provincije Hannover, 1946. Zemlja Hannover), Velikog vojvodstva Oldenburg, Vojvodstva Braunschweig i Kneževine Schaumburg-Lippe.
Ime "Donja Saska" kao naziv za regiju je puno starije.; ime i grb nove pokrajine potiču plemena Sasa, koji su naseljavali otprilike područje današnje Donje Saske i neka područja uz njene granice. Pra(Jezik) domaćeg stanovništva je donjesaski, jedan od donjenjemačkih jezika. Dodatak "Donja" potječe još iz srednjeg vijeka (Donjosaski Carski okrug) i razlikuje staru Sasku zemlju od kasnije iz dinastičkih razloga nastale "Gornje saske". 
Postoji uska veza nastala personalnom unijom u 18. stoljeću između vladajuće kuće u Hannoveru i Ujedinjenog Kraljevstva Velike Britanije i Irske. "Pjesma donjih Sasa" se smatra himnom Pokrajine.

## Politika
Na Pokrajinskim izborima 2. veljače 2003. je SPD pretrpjela težak poraz i izgubila vladajuću većinu. Pobjednik na izborima je bila CDU koja je vladala u koaliciji sa Slobodnom demokratskom partijom.
Na izborima održanim 20. siječnja 2013., pobijedila je Socijaldemokratska stranka Njemačke koja vlada u koalicji sa Strankom zelenih.
U Bundesratu Donja Saska ima najveći mogući broj glasova, šest, kao i Bavarska, Baden-Württemberg i Sjeverna Rajna-Vestfalija.